# Santa Maria de Mijaran
L' església de Santa Maria de Mijaran és un edifici religiós, restes d'un monestir d'origen romànic de començaments del segle xii i enderrocat l'any 1835, situat al nord de la vila de Viella, del municipi de Vielha e Mijaran (Vall d'Aran). S'hi venerava la imatge d'era Mair de Diu de Mijaran fins al 1936, quan fou destruïda, i forma part de l'Inventari del Patrimoni Arquitectònic de Catalunya.

## Història

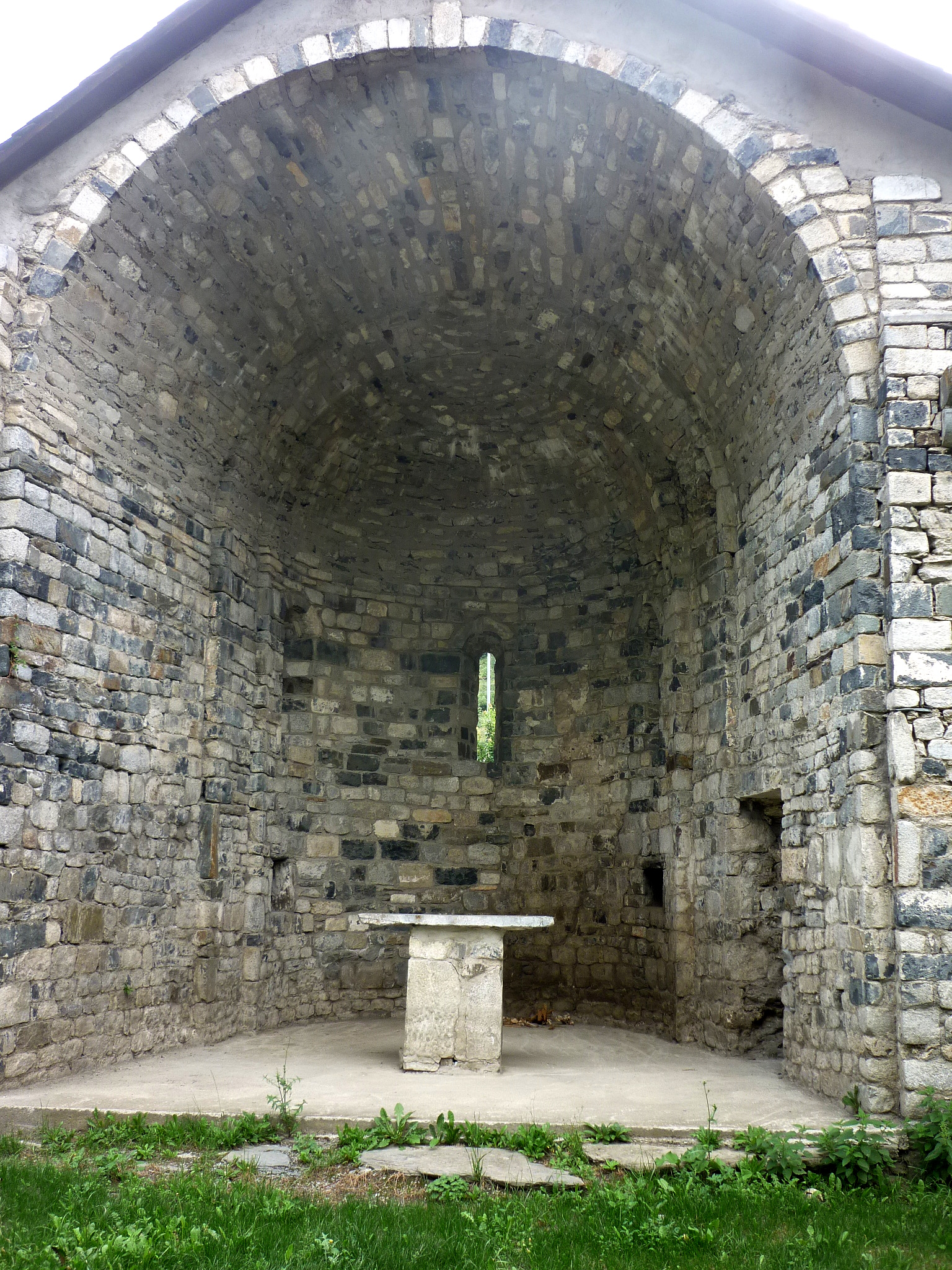
Vista de les restes de la nau de l'església i l'absis central, amb l'altar.

Situada en el lloc denominat el Mig Aran —centre religiós i polític de la vall des de temps llegendaris— el monestir fou, segons la tradició, fundació de Sant Paulí d'Aquileia en el segle VIII, o bé de Carlemany en el IX, sobre un anterior temple pagà. D'aquesta primera fundació no en queda cap resta, potser degut a la profunda transformació que sofrí en el segle xii, època a la qual pertany el temple, segons consta a l'alta de donació de Saint Marcet atorgada als templers l'any 1144 on es diu que per voluntat expressa de Bernat de Comenge, bisbe de la Covenarum et Save et in Coserans et in Aranno; administraven així mateix altres esglésies de la Vall d'Aran. Altra menció data de l'any 1175 en un document de concessió d'Alfons I el Cast. El monestir tenia grans propietats i el seu prior gaudia de gran autoritat; fou el lloc de reunió en assemblea on els successius governadors de la Vall, designats pel rei, feien el jurament de guardar i respectar els privilegis dels habitants. El segle xiv s'hi trobaven establerts, en la part del convent del monestir, frares agustins i, a finals del segle xv, l'edificació fou destruïda arran de la guerra del Pallars entre el comte Hug Roger III i Joan II d'Aragó. Pocs anys després, al 1506, fou restaurat per ordre de Ferran II i s'hi instal·laren de nou frares del mateix orde aquest cop vinguts de Lleida en lloc de Tolosa.
A principis del segle xix la comunitat agustiniana es dissolgué i, el 1835, el convent fou enderrocat de nou. Ja al segle xx, durant la Guerra Civil Espanyola, l'edifici de l'església va utilitzar-se com a polvorí i fou esclatat per part de militants anarquistes l'abril de l'any 1938, en l'entrar a l'indret les tropes franquistes.

## Arquitectura

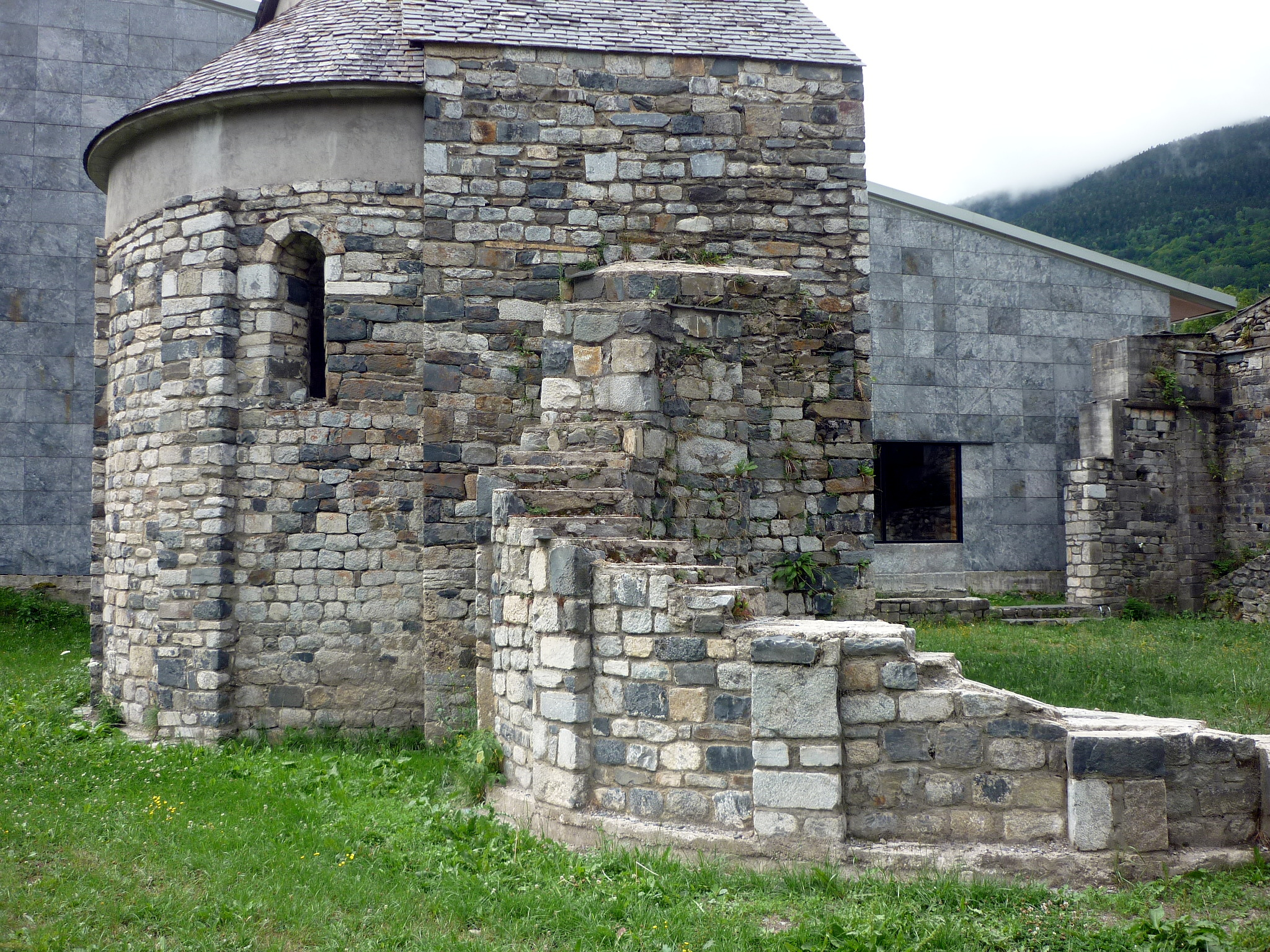
Vista exterior de les restes de l'absidiola nord en primer pla i l'absis central tot seguit

Es tracta d'una església de planta basilical —característica de la Vall— amb tres naus, la central molt més ampla que les dues laterals, que acaben a l'est en un absis i dues absidioles amb l'arc apuntat semicirculars. Inicialment pensada per ser coberta amb fusta per quatre pilars circulars, el segle xv es substituïren per grans contraforts interiors amb arrencada d'uns arcs torals per aguantar millor el pes de la volta. En un moment no determinat es suprimí l'absidiola lateral sud que va ser substituïda per una capella rectangular. La porta d'entrada es trobava situada a migjorn, amb un campanar d'espadanya tot just al costat, i presentava dues arquivoltes.

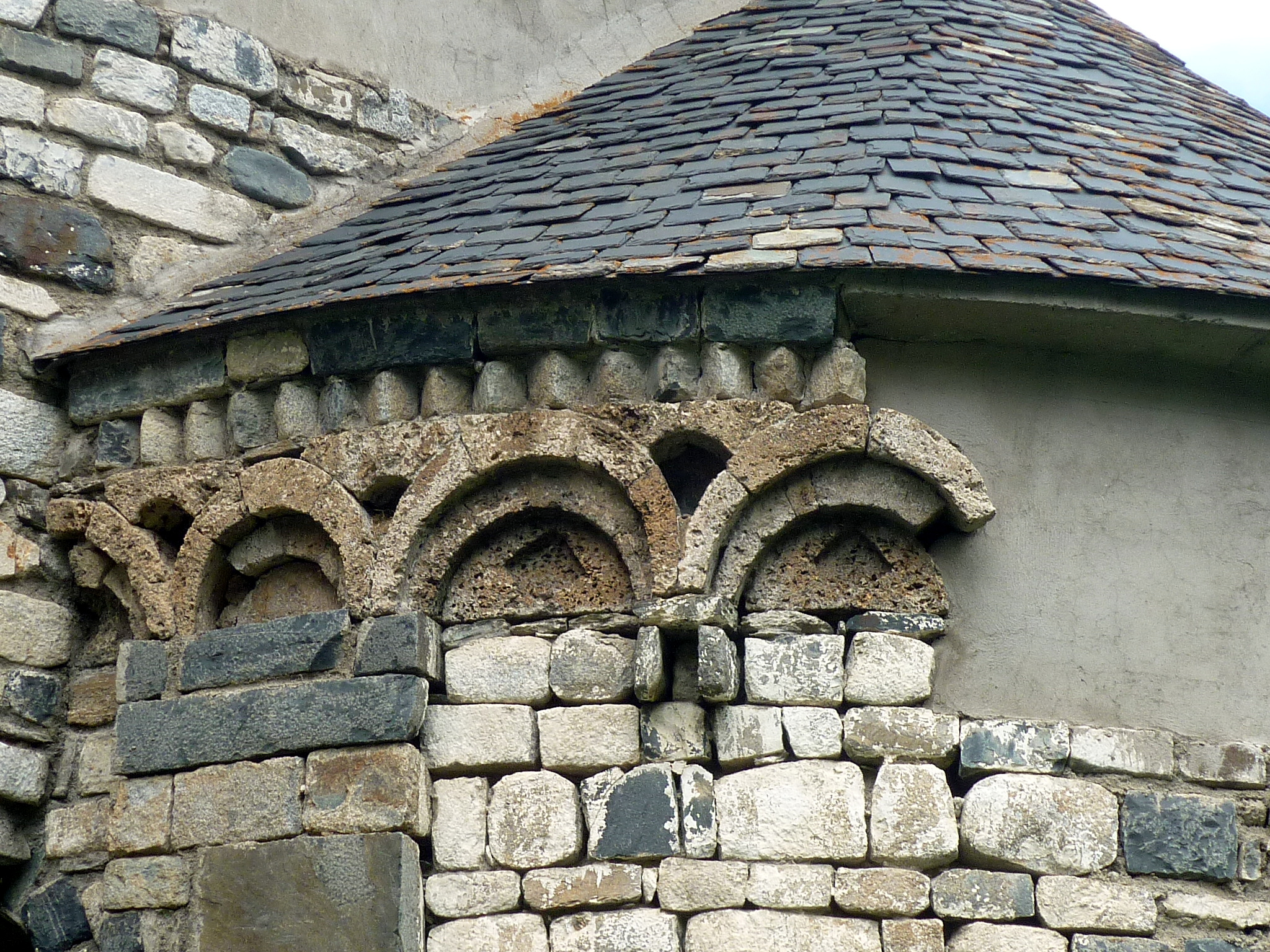
Detall de l'absis, amb les arcuacions llombardes i el fris dentat

L'absis, de tres panys compartimentats entre amples lesenes, està externament ornamentats amb dobles arcuacions llombardes que reposen en mènsules i, per sobre dels arcs, presenta un petit fris de dent de serra i una petita cornisa de pedra porosa de color vermellós que contrasta amb el cuidat aparell de la resta d'aquest element central, combinació utilitzada també a les esglésies de Santa Maria de Taüll i a la de Cap d'Aran. Al centre de l'absis −amb volta de quart d'esfera− s'obre una finestra de doble esqueixada.
D'aquesta església procedeix una estela de pedra de 55 cm d'ample x 35 cm d'alçada, i 35 cm de profunditat, que es conserva al Museu Etnològic d'Era Val D'Aran. Presenta un escut esculpit amb una inscripció de difícil lectura a la part superior, i a la inferior la figura molt tosca d'un cavall o ase. Hi ha una llegenda que diu que a aquest lloc hi havia un ase diabòlic que a les nits enderrocava els murs de l'església, i de dia els monjos els tornaven a construir, fins que l'ase fou capturat i li'l feu treballar per la construcció de l'església. També d'ella prové la talla romànica en fusta del segle xii anomenada Crist de Mijaran, considerada una de les obres mestres de l'escultura romànica dels Pirineus, exposada a l'església de Sant Miquèu.